# Georges Lampin
Georges Lampin (* 14. Oktober 1901 in Sankt Petersburg, Russisches Kaiserreich; † 8. Mai 1979 in Pau, Pyrénées-Atlantiques, Frankreich) war ein in Russland geborener französischer Filmregisseur, Drehbuchautor und Filmproduzent. Bekannt wurde er mit Filmen wie Der Idiot, Schuld und Sühne oder Des Königs bester Mann.

## Leben und Karriere
Geboren und aufgewachsen in Sankt Petersburg in Russland, emigrierte Georges Lampin im Alter von zwanzig Jahren nach Frankreich, wo er zuerst als Assistent für Abel Gance und René Clair arbeitete. In den 1930er Jahren machte er sich schließlich einen Namen als Produzent bei Filmen von Pierre Billon, Marcel L’Herbier, Maurice Gleize oder Jeff Musso. Einer seiner bekannteren Produktionen aus dieser Zeit war der Abenteuerfilm Die Nacht der Vergeltung mit Viviane Romance, inszeniert von Regisseur Jean Choux. In den 1940er Jahren trat er dann überwiegend selbst als Regisseur in Erscheinung.
1946 gab er sein Regiedebüt mit der Literaturverfilmung Der Idiot nach dem gleichnamigen Roman des russischen Schriftstellers Dostojewski. In den Hauptrollen spielten Edwige Feuillère, Lucien Coëdel und Gérard Philipe.
Georges Lampin drehte in den Folgejahrzehnten über zehn Filme, darunter Dramen wie Rückkehr ins Leben mit Serge Reggiani, Kriminalfilme wie Schmuggler am Werk mit Ginette Leclerc und Ende der 1950er und Anfang der 1960er Jahre auch Abenteuerfilme wie Des Königs bester Mann mit Jean Marais oder Die Zitadelle von San Marco mit Louis Jourdan in der männlichen Hauptrolle, wo er auch jeweils selbst das Drehbuch zum Film verfasste. Danach zog er sich aus dem Filmgeschäft zurück.
Georges Lampin starb am 8. Mai 1979 im Alter von 77 Jahren in Pau.

## Filmografie (Auswahl)

### Als Regisseur
- 1946: Der Idiot (L'idiot) (nach dem gleichnamigen Roman von Fjodor Michailowitsch Dostojewski)
- 1948: Éternel conflit
- 1949: Le paradis des pilotes perdus
- 1949: Rückkehr ins Leben (Segment Le retour d'Antoine) (Retour à la vie)
- 1950: Les anciens de Saint-Loup
- 1951: Passion
- 1952: Schmuggler am Werk (La maison dans la dune) (nach dem gleichnamigen Roman von Maxence Van der Meersch)
- 1953: Suivez cet homme
- 1956: Rencontre à Paris
- 1956: Schuld und Sühne (Crime et châtiment)
- 1958: Des Königs bester Mann (La Tour, prends garde!)
- 1963: Die Zitadelle von San Marco (Mathias Sandorf)

### Als Drehbuchautor
- 1935: Le voyage imprévu
- 1950: Les anciens de Saint-Loup
- 1951: Passion
- 1958: Des Königs bester Mann (La Tour, prends garde!)
- 1963: Die Zitadelle von San Marco (Mathias Sandorf)